# Ekholm (vid Kirjais, Nagu)
Ekholm är en ö nära Kirjais i Nagu,  Finland.   Den ligger i Pargas stad i landskapet Egentliga Finland. Ön ligger omkring 3 kilometer norr om Kirjais, omkring 7 kilometer sydost om Nagu kyrka,  37 kilometer sydväst om Åbo och 160 km väster om Helsingfors. Närmaste allmänna förbindelse är förbindelsebryggan vid Kirjais som trafikeras av M/S Nordep och M/S Cheri.